# Straßenbahn Wien Type G
Die Type G, wie auch die weitgehend gleichartigen Nachfolgetypen G1, G2 und G3 waren die zahlenmäßig bedeutendste Fahrzeugtype in der Geschichte der Wiener Straßenbahn. Insgesamt wurden 520 Exemplare beschafft, die jahrzehntelang das Bild auf den Straßen Wiens prägten. 1944/1948 wurden insgesamt 50 Stück in die Type G4 umgebaut, dazu kamen in den 1950er Jahren die Schulungstriebwagen Type GS und die Arbeitstriebwagen Type GP.

## Geschichte

### Type G und G1
Die ersten Triebwagen der Type G wurden im Jahr 1900 von der Bau- und Betriebsgesellschaft für Städtische Straßenbahnen in Wien (BBG) beschafft und waren die ersten „großen“ Straßenbahnwagen in Wien. Erstmals stützte sich bei dieser Type der Wagenkasten direkt mittels am Langträger befestigter Blattfedern auf die Achslager ab. Die elektrische Ausrüstung stammte von Siemens & Halske und der Union EG. Sie bestand aus einem Lyrabügel, Hauptschalter, Sicherungsautomaten, zwei Fahrschaltern und zwei Tatzlagermotoren und entsprach dem damaligen Stand der Technik. Der Musterwagen 701 wurde 1900 auf der Weltausstellung in Paris gezeigt, besaß aber zahlreiche Abweichungen zu den Serienwagen, weswegen er erst 1903 kollaudiert wurde.
Die Neue Wiener Tramwaygesellschaft (NWT) beschaffte kurz vor der Übernahme durch die Gemeinde Wien ab 1902 ebenfalls der Type G entsprechende Triebwagen, welche nach der Kommunalisierung der Verkehrsbetriebe als Type G1 bezeichnet wurde. Sie glichen der Type G, besaßen aber elektrische Ausrüstung der Österreichischen Schuckert-Werke. 1916 wurden die von der NWT stammenden G1 in die Type G umbezeichnet und mit den von der BBG stammenden Wagen zusammengefasst.
Die Type G war teilweise für den Betrieb mit Unterleitung ausgestattet und erhielt in den 1920er Jahren eine Plattformverglasung in Form der „Holzverglasung“ (Plattformumbau und -vergrößerung) oder der einfacheren, sog. „Kobelverglasung“, welche keinen Umbau der Plattformen notwendig machte und daher billiger auszuführen war. Ebenso wurde die Fenstereinteilung auf acht gleich große Seitenfenster geändert.
Die letzten G standen am 3. Mai 1962 auf der Linie 5 im Einsatz.

### Type G2
1907 beschafften die Wiener Straßenbahnen insgesamt 100 Triebwagen der Type G2, welche sich in geringfügig vergrößerten Dimensionen (bei gleichbleibendem Achsstand) von den bisherigen G-Typen unterschieden. Auffallend waren besonders die eleganten gerundeten und leicht konisch zulaufenden Plattformen der G2, welche von Anfang an einen Wagenkasten mit acht gleich großen Seitenfenstern besaßen. Ebenso waren die Sitzplätze nun als querstehende Sitzbänke in der Einteilung 2+1 ausgeführt. Wie die G wurden auch die G2 mehrmals umgebaut und erhielten Plattformverglasungen und geänderte elektrische Ausrüstung mit stärkeren Motoren. Ebenso waren sie für den Betrieb mit Unterleitung ausgerüstet.
Im Zuge späterer Umbauten und Umnummerierungen wurden auch die ehemaligen Exkursionstriebwagen der Type AW der Type G2 zugerechnet.
In den 1950er Jahren erfolgte nochmals ein leichter Umbau der Fahrzeuge, der vor allem die Sitzeinteilung betraf. Die letzten G2 fuhren am 17. März 1967 im Planbetrieb.

### Type G3
1909 wurden zur Vergrößerung des Fuhrparks nochmals 50 Triebwagen der Type G3 angeschafft, welche sich in Details (versetzte Einstiege, breiterer Wagenkasten) von den sonst gleichen G2 unterschieden.
Später wurden auch diese Triebwagen mehrfach umgebaut und erhielten geschlossene Plattformen, eine andere Sitzeinteilung und stärkere Motoren für den Betrieb mit zwei Beiwagen. Am 22. Februar 1966 fuhren auf der Linie 80 zum letzten Mal Wagen der Type G3 im Linieneinsatz.

### Umbautype G4
Nach dem Anschluss Österreichs ans Deutsche Reich stieg der Verkehr der Wiener Straßenbahn stark an. Eine Weiterbestellung der Type M war aufgrund des beginnenden Zweiten Weltkrieges nicht mehr möglich, so dass die zunehmend altersschwachen und teilweise bereits abgestellten G-Triebwagen als Basis für eine modernisierte Umbautype herhalten mussten. Für den Umbau wurden allerdings lediglich Teile der Untergestells der G-Triebwagen verwendet, die nun als Type G4 bezeichneten Triebwagen erhielten einen neuen, vollständig geschlossenen Wagenkasten nach Vorbildern der Typen K, H und L. Ebenso wurde eine neue elektrische Ausrüstung mit stärkeren Motoren und Vielstufen-Nockenfahrschalter für sitzende Bedienung eingebaut. Der Achsstand blieb mit 3600 mm gleich den G-Typen. 1944 wurden die ersten 32 Wagen in Dienst gestellt, denen 1948 nochmals 18 Stück folgten. Eine bei einigen Wagen probeweise eingebaute Magnetschienenbremse wurde nach kurzer Zeit wieder ausgebaut, da die höheren Verzögerungskräfte gerüchteweise ungünstige Auswirkungen auf den hölzernen Wagenkasten hatten. Der letzte Einsatz der Type G4 erfolgte solo am 25. Juni 1967 auf der Linie 17A von Floridsdorf nach Leopoldau. Damit schieden die letzten Vertreter der G-Typen aus dem Planverkehr.

### Schulungstriebwagen Type GS
Mehrere G-Triebwagen wurden 1952 durch die Hauptwerkstätte in Schulungstriebwagen der Type GS umgebaut, welche bis 1973 im Dienst standen.

### Arbeits- und Lasttriebwagen Type GP
In den Jahren 1955 bis 1959 baute Gräf & Stift auf Untergestellen der Type G die mit geschlossenen Plattformen versehenen Arbeitstriebwagen der Type GP auf, die vorwiegend zur Schneeräumung zum Einsatz kamen. Sie standen bis 1991 im Dienst.

## Verbleib
Mehrere Triebwagen der G-Typen sind erhalten geblieben. Im Wiener Verkehrsmuseum Remise steht G 777 als einzig erhaltener der ursprünglichen Type G im Umbauzustand mit Kobelverglasung und weiters G2 2051 im Letztzustand mit geschlossenen Plattformen. Die Museumstramway Mariazell besitzt den in den Urzustand zurückversetzten G2 2067. Der Verein Wiener Tramwaymuseum besitzt den im Letztzustand mit Schubtüren für Einmannbetrieb befindlichen G3 2103 und restauriert ihn zurzeit im WTM-Museumsdepot Traiskirchen. Dort ist weiters der in den Urzustand zurückversetzte G4 345 ausgestellt, welcher der letzte erhaltene seiner Type ist.
Von den Arbeitstriebwagen der Type GP und Schulungswagen der Type GS sind ebenfalls insgesamt 11 Exemplare in Österreich und Rumänien erhalten geblieben.

## Bilder

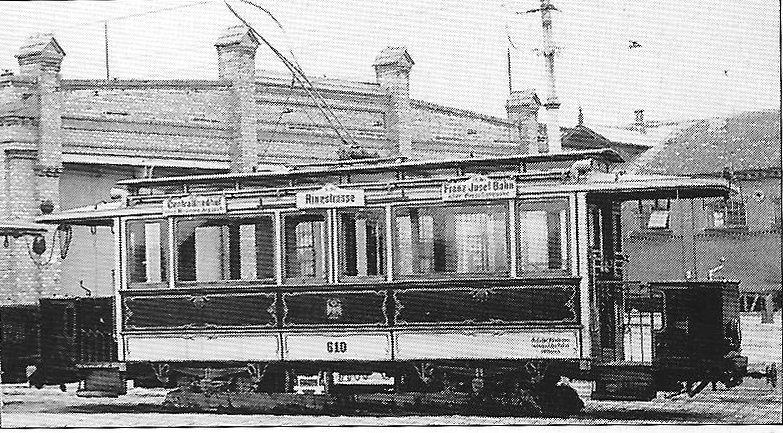
G 610 im Urzustand (1904)
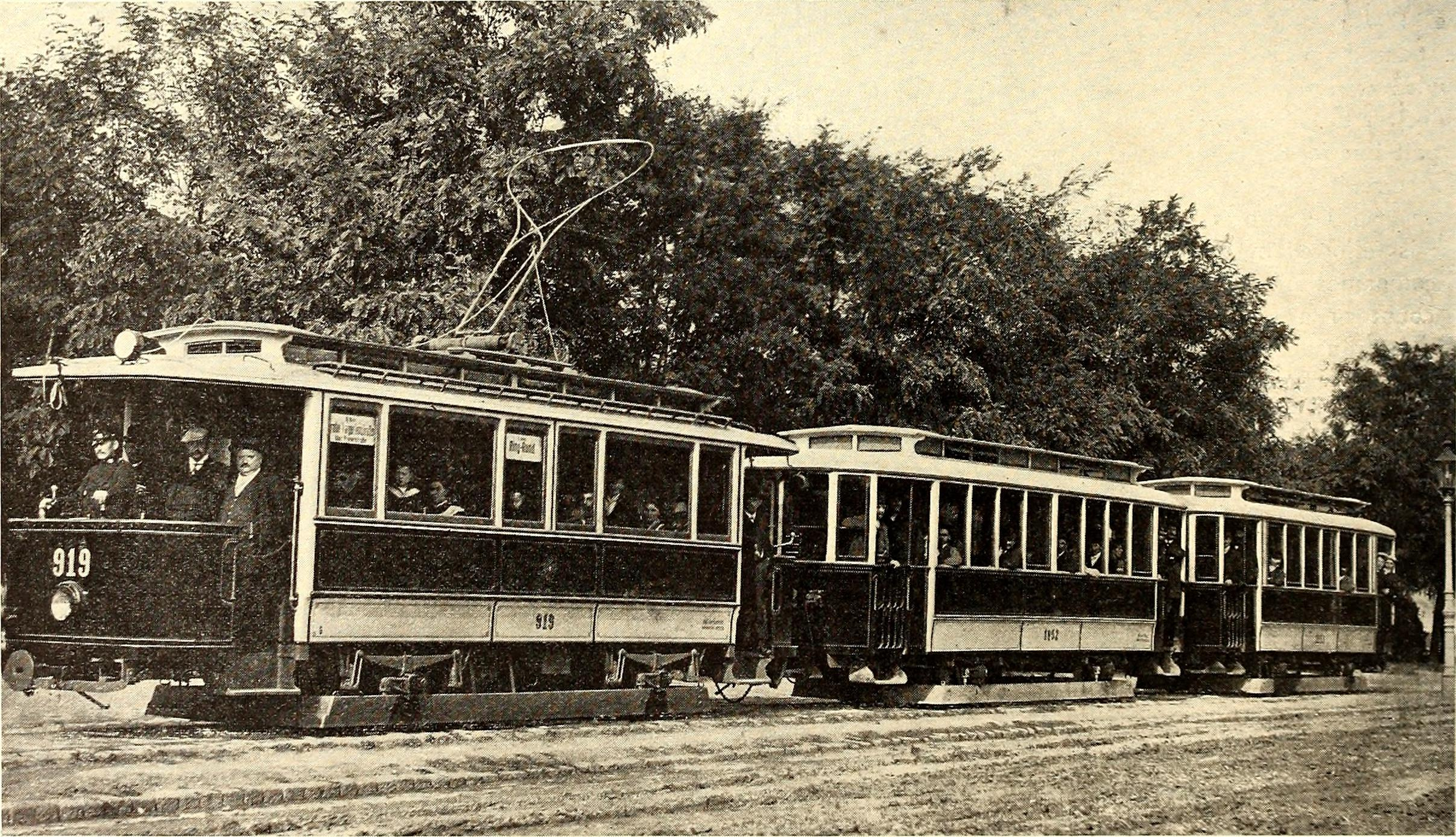
G 919 (1905)
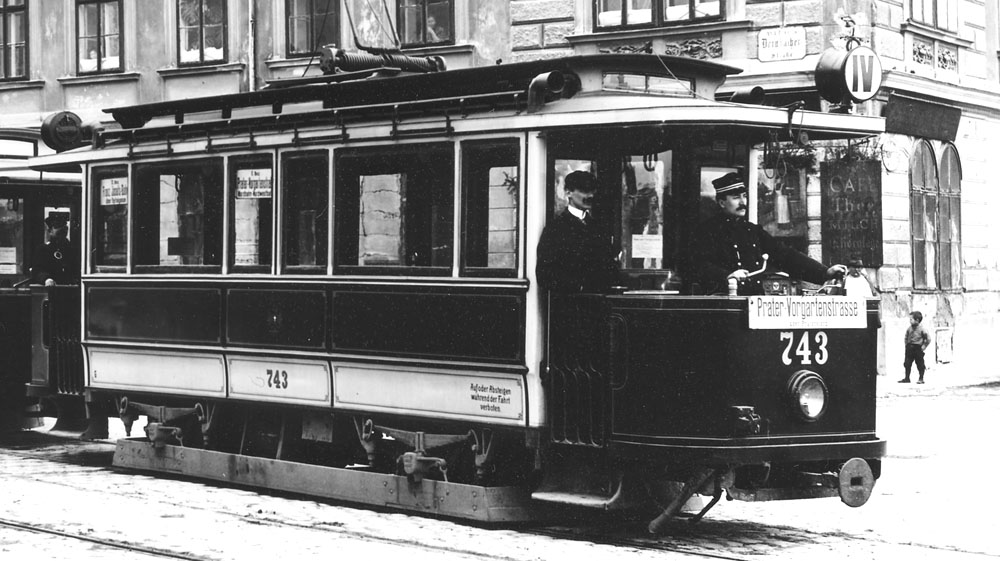
G 743 mit Versuchsanordnung der Liniennummer (1906)
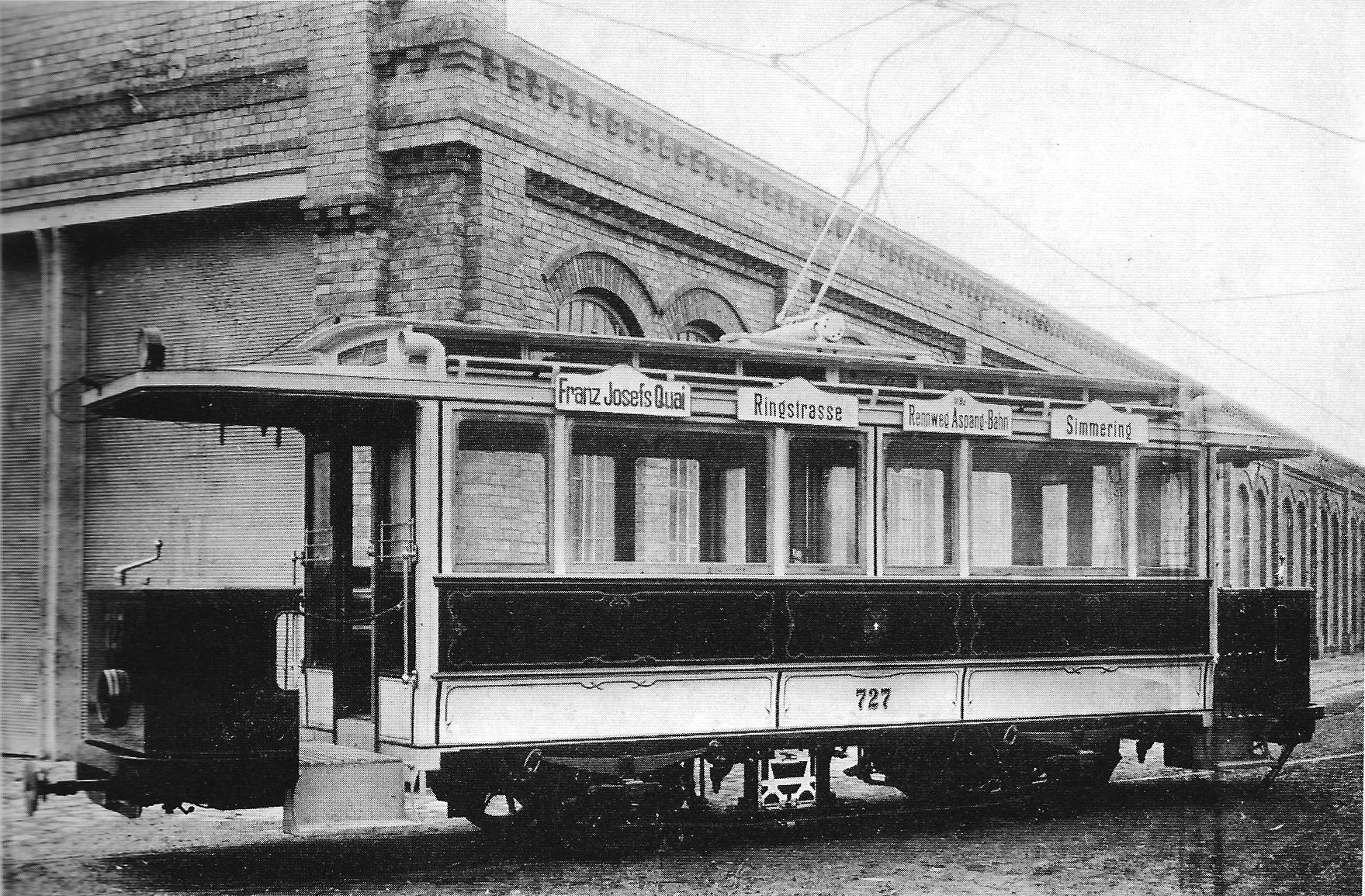
Werkfoto G 727 mit Unterleitungs-Stromabnehmer zwischen den Achsen
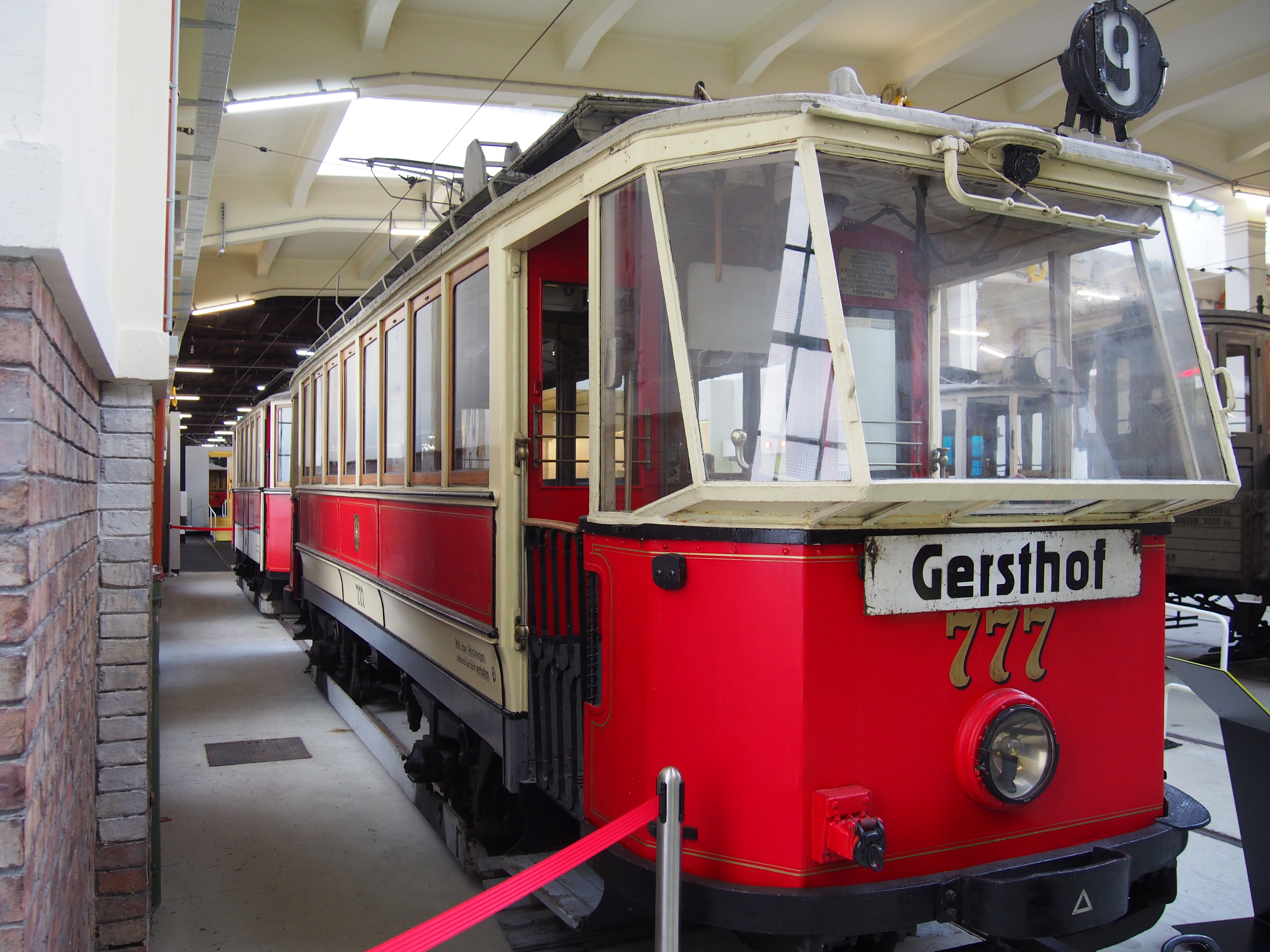
G 777 im Verkehrsmuseum Remise
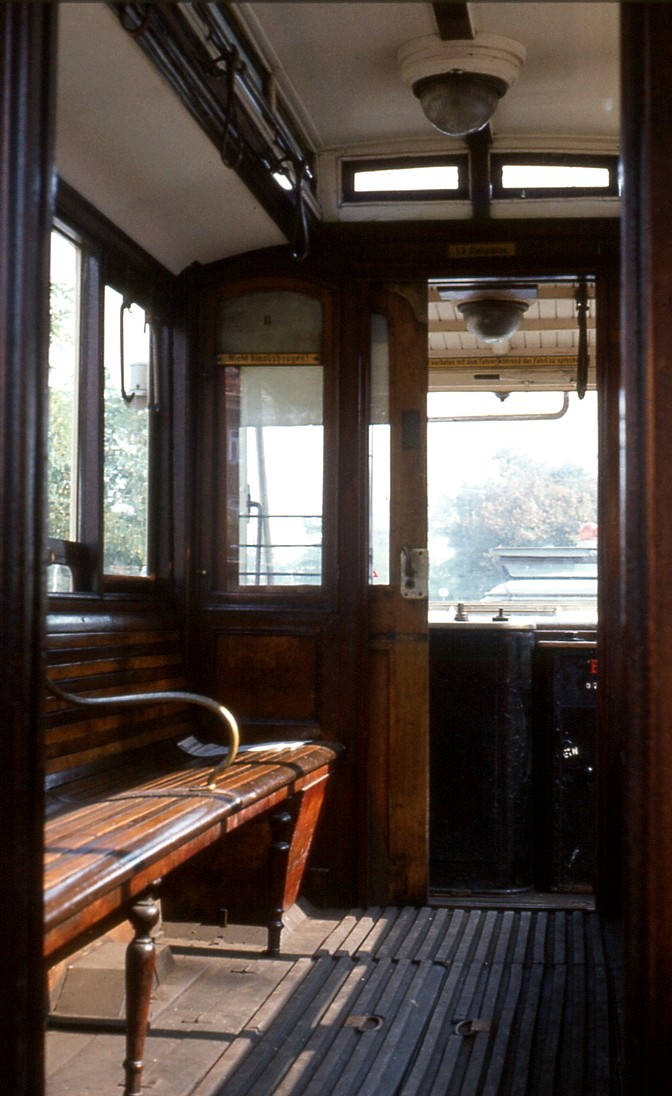
Innenraum des G 777
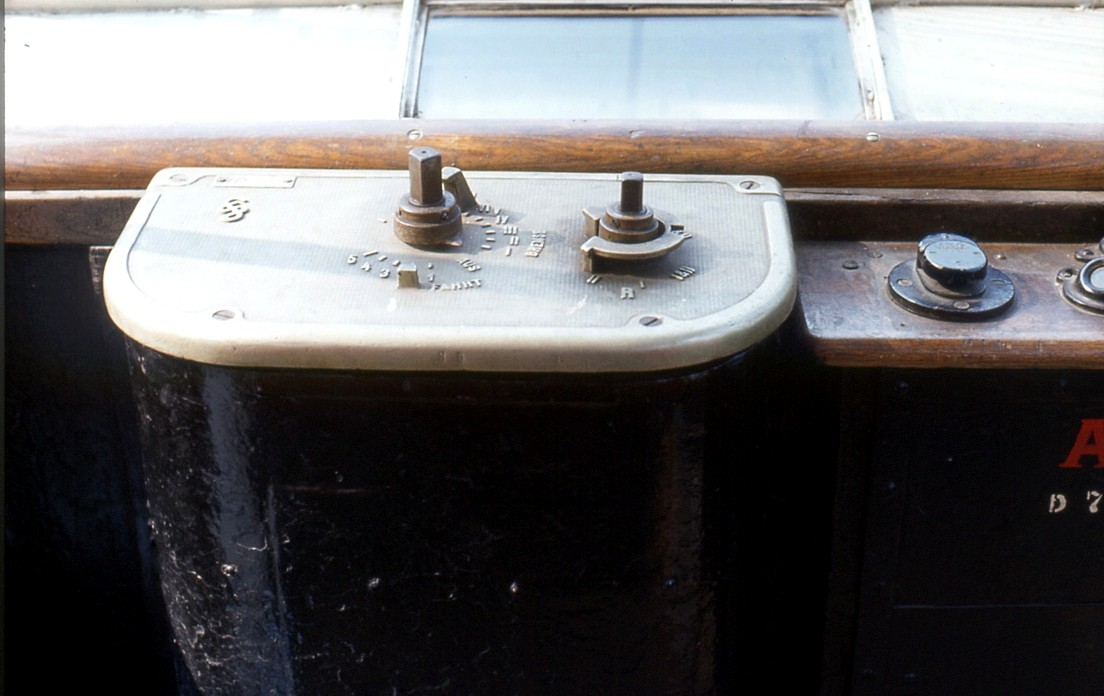
Siemens-Schuckert Fahrschalter des G 777
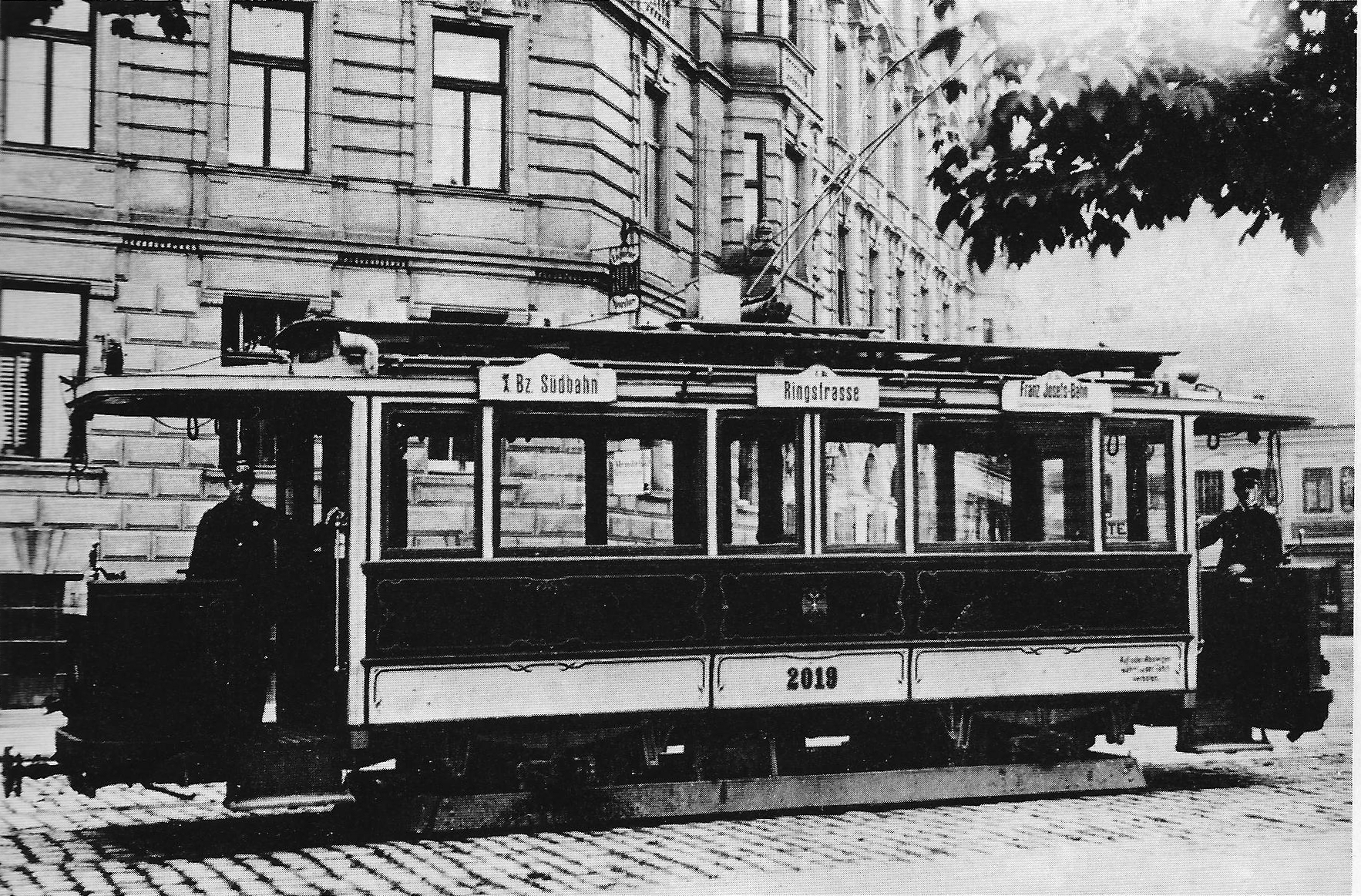
G1 2019 im Urzustand (1906)
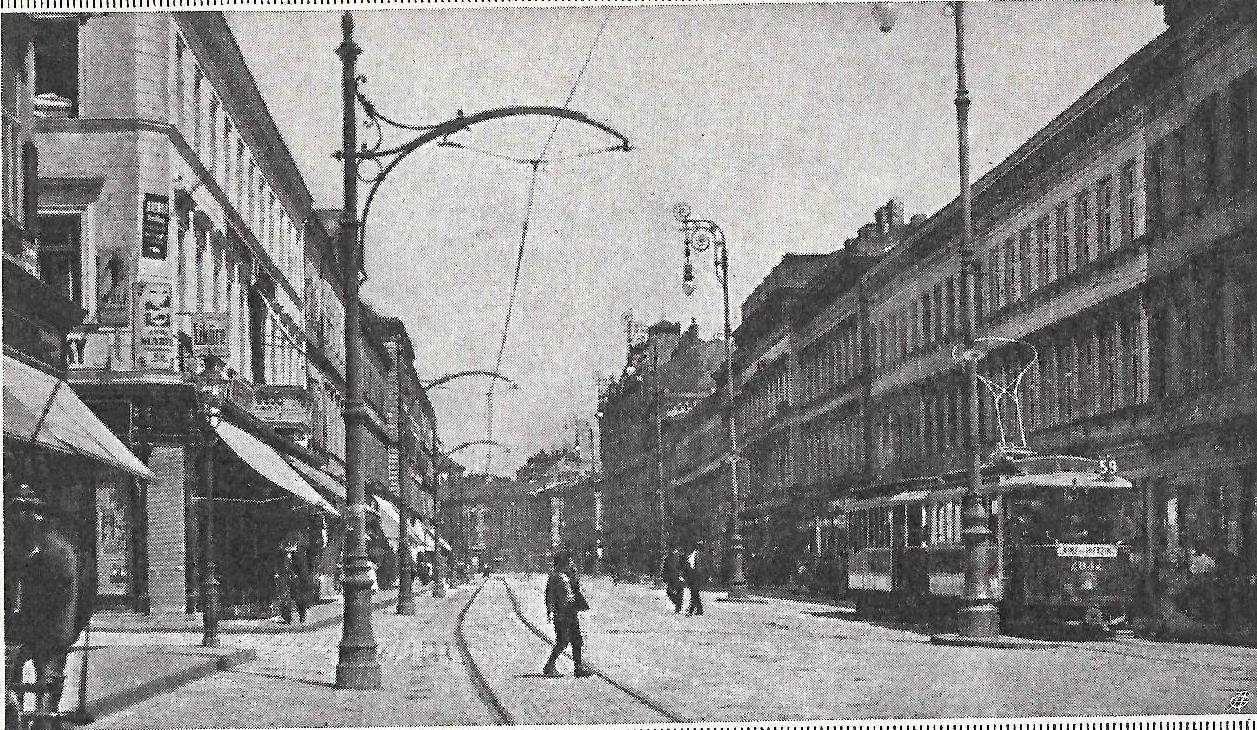
G2 (Urzustand mit runden Plattformen) auf der Mariahilfer Straße
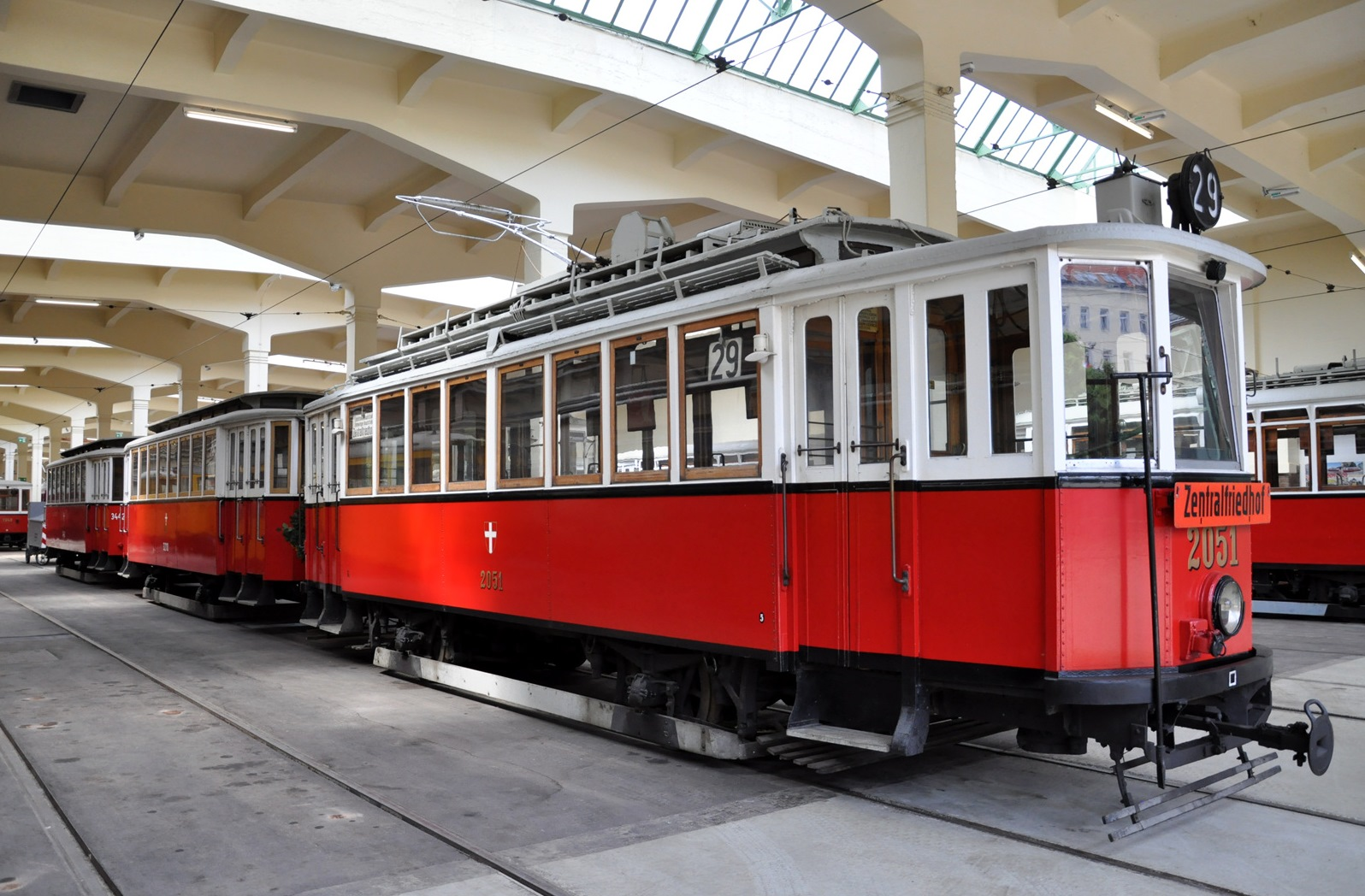
G2 2051 (Umbauzustand mit Holzverglasung) im Verkehrsmuseum Remise
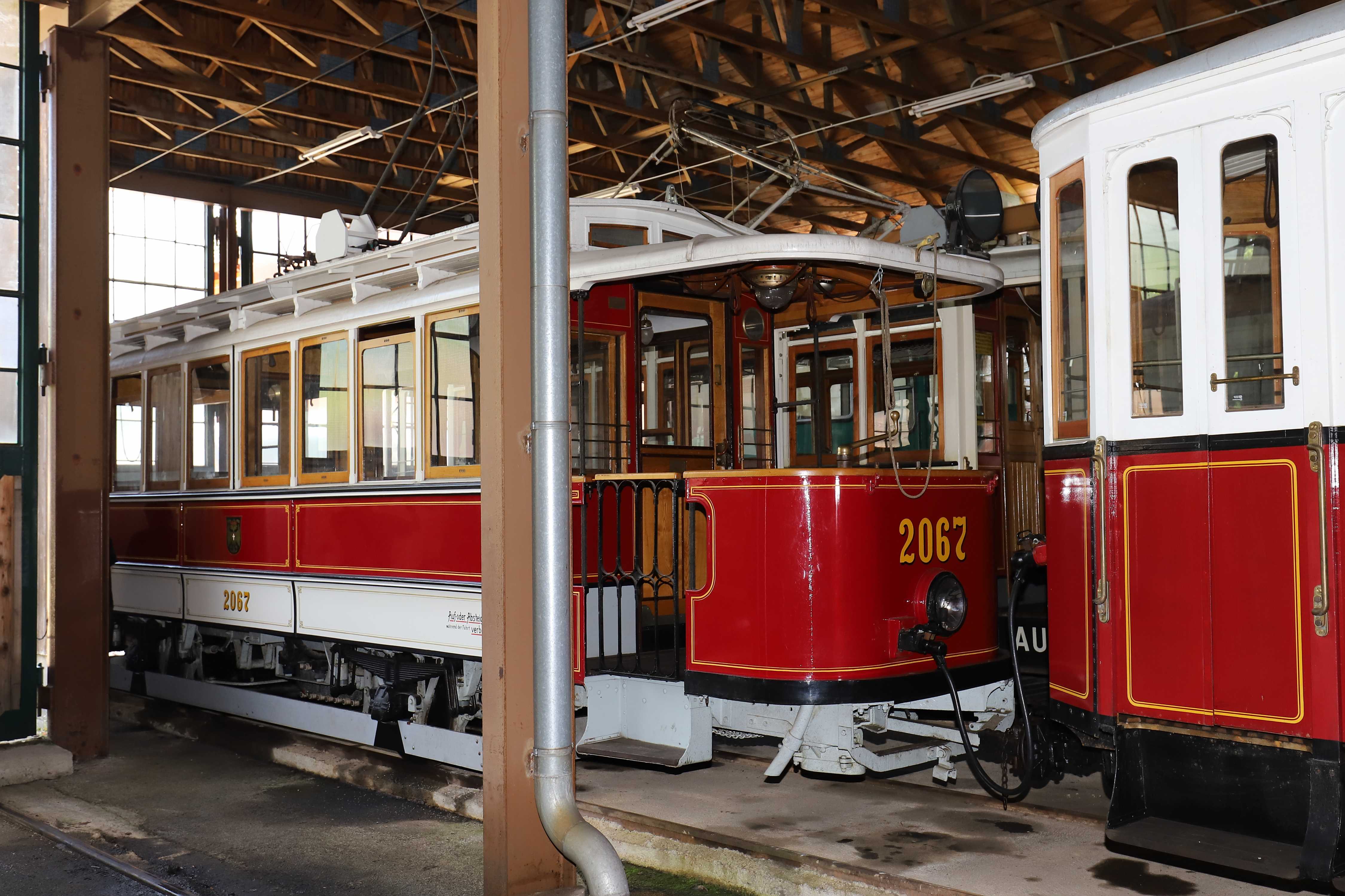
G2 2067 im Originalzustand bei der Museumstramway Mariazell
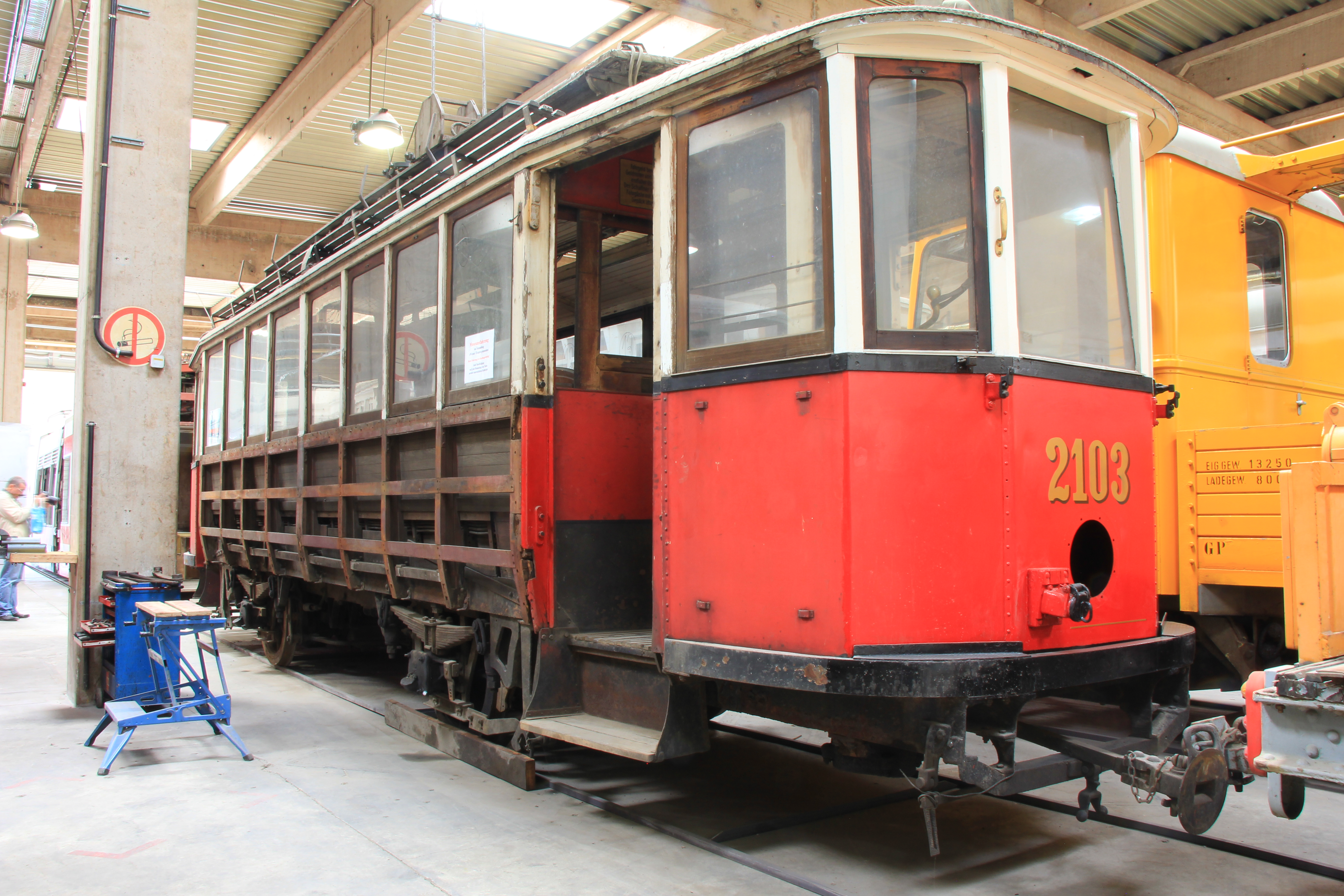
G3 2103 (Umbauzustand mit Holzverglasung) im Museumsdepot Traiskirchen des WTM
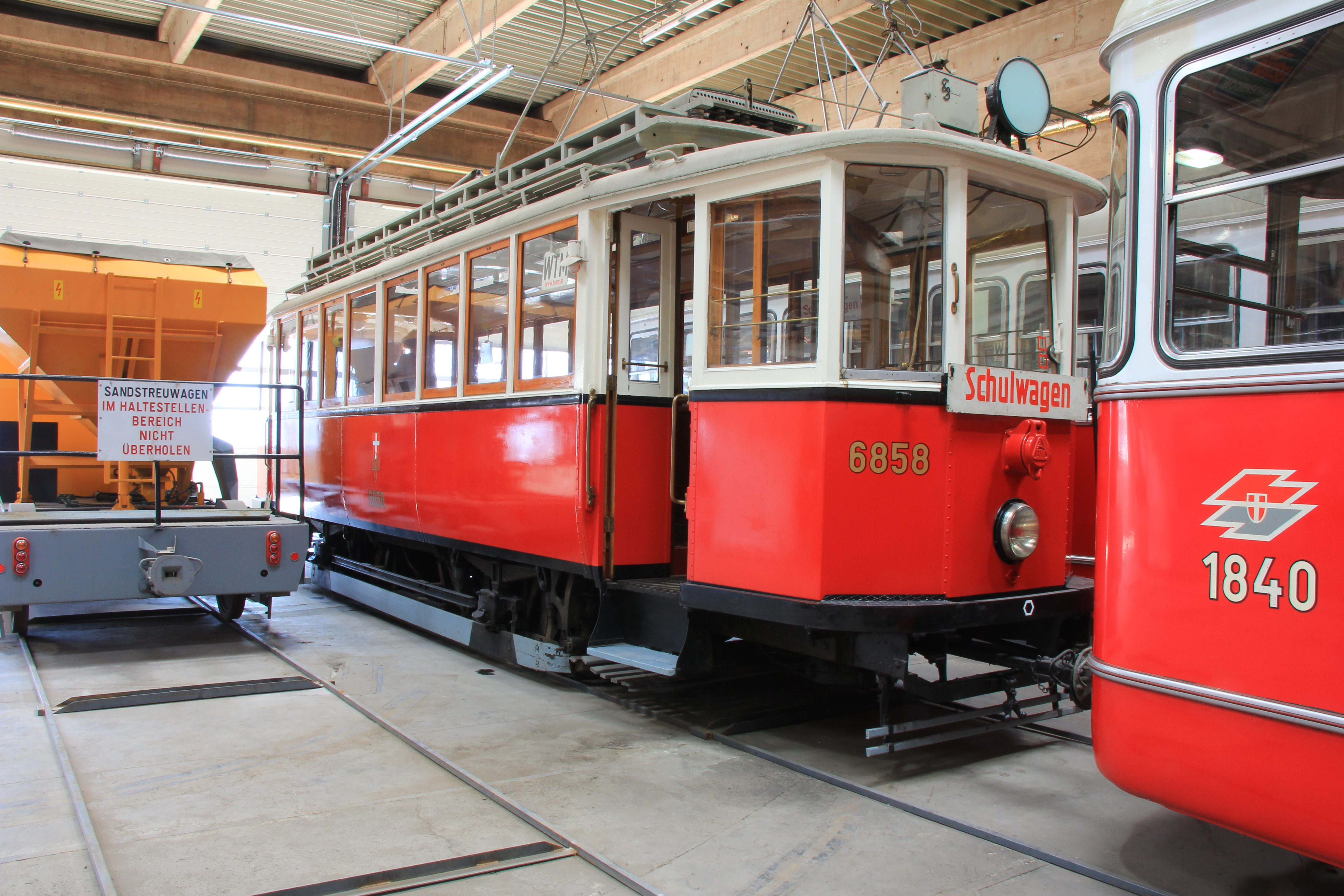
Schulungswagen GS 6858 (ex G3 2130) im WTM-Museumsdepot Traiskirchen
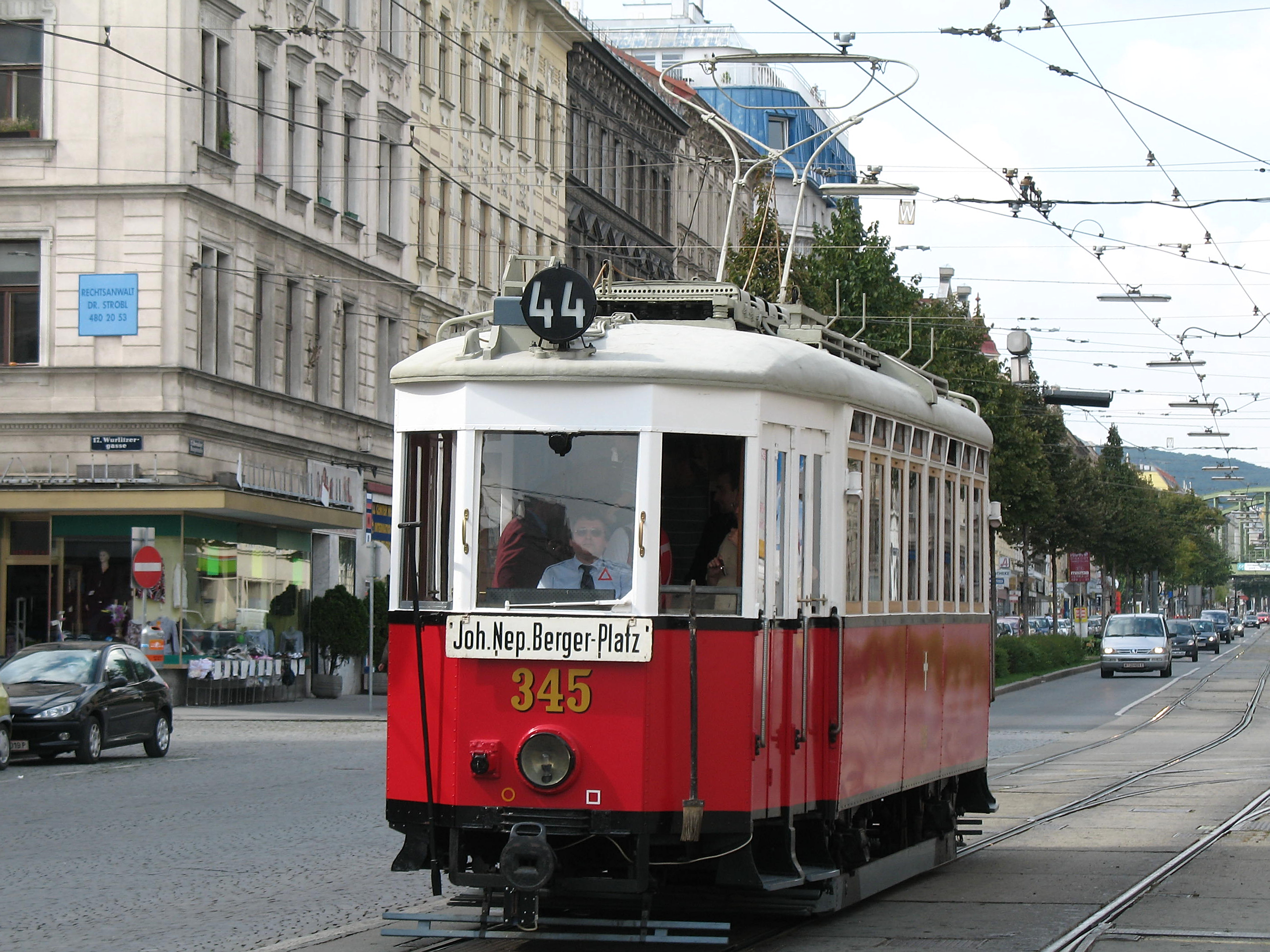
G4 345 auf der Hernalser Hauptstraße
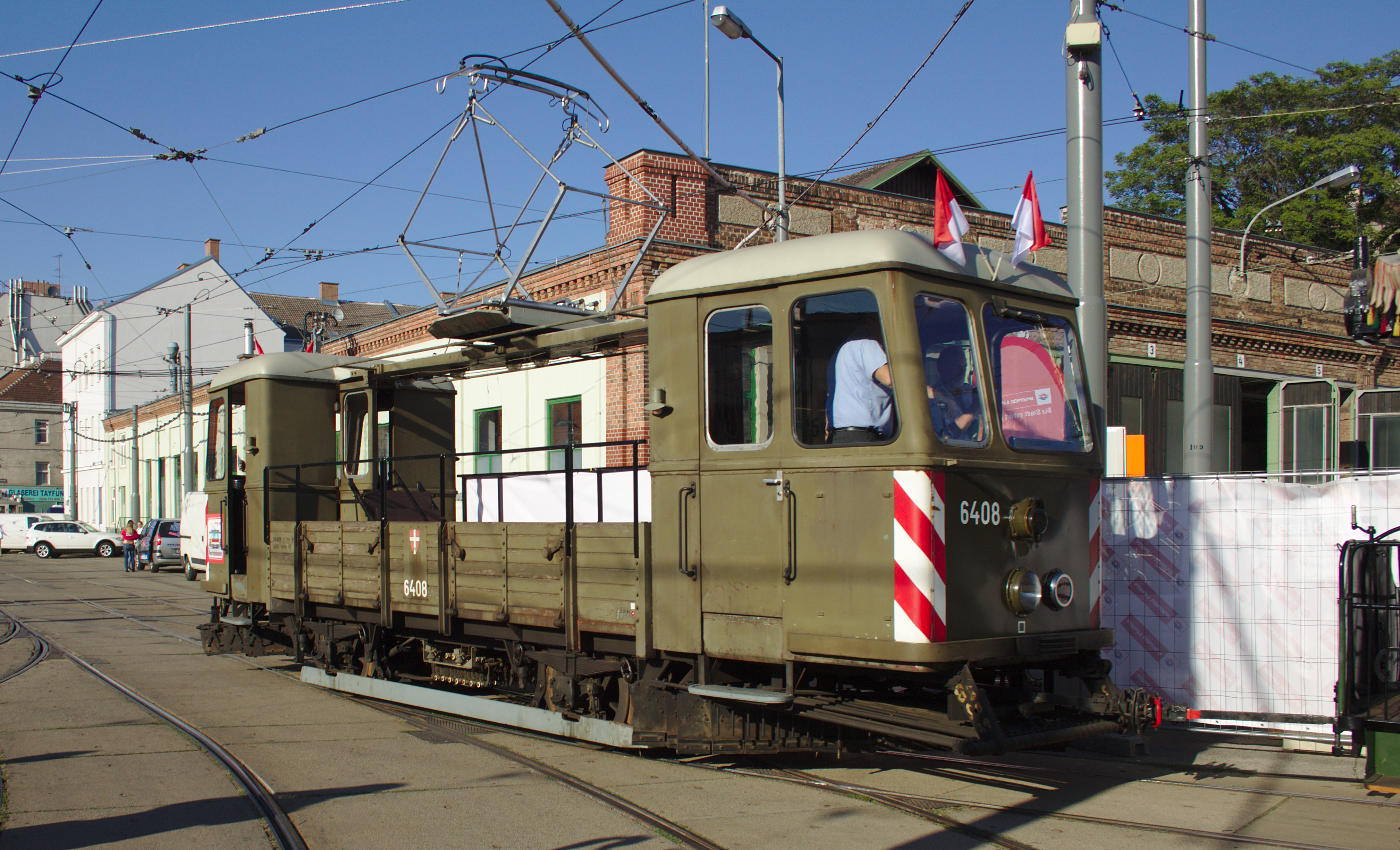
Arbeitstriebwagen GP 6408 (ex G 739)